# Pałac Potockich w Krzeszowicach
Pałac Potockich w Krzeszowicach – pałac Adama Potockiego z 1850 roku zaprojektowany przez Franciszka Marię Lanciego. Położony w zachodniej części Krzeszowic, w najwyższym punkcie tutejszego parku (290 m n.p.m.), nazywanego dawniej Górą Różaną.

## Historia i architektura
Inicjatorem powstania pałacu był w I. poł. XIX w. właściciel Krzeszowic Artur Potocki. Pierwsze dwa projekty rezydencji powstały jednak jeszcze na zamówienie ks. Izabeli Lubomirskiej pod koniec XVIII w. W 1819 Artur Potocki zamówił plan pałacu u Charles’a Perciera i Pierre’a François Louisa Fontaine’a – budowniczych nowej części Luwru w Paryżu, ale projekt ten – ze względu na wysokie koszty realizacji – przekraczał możliwości finansowe zamawiającego. Potocki zamówił projekt u berlińskiego architekta Karla Schinkla, który jednak zmarł w 1841 roku, a więc jeszcze przed jego zrealizowaniem.
Budowę przeprowadził dopiero jego syn Adam Józef Potocki według projektu Franciszka Marii Lanciego (w pewnym stopniu czerpiącego z założeń Schinkla), zamówionego przez jego matkę Zofię z Branickich.
Przed rozpoczęciem prac w 1850 z terenu budowy przeniesiono 35 zagrodników, którzy otrzymali wąskie pasy ziemi przy wzgórzu Solca (obecne parcele przy jednorzędowych wąskich bocznych uliczkach ul. Grunwaldzkiej). Pałac wzniesiony został w latach 1850–1857. Już rok później Adam Potocki zamówił plan przebudowy pałacu (u Filipa Pokutyńskiego), nie został on jednak zrealizowany, a wkrótce potem ukończono budowę według planów Lanciego. 20 września 1860 pałac został poświęcony przez księdza prałata Antoniego Rozwadowskiego.
Pałac został zaprojektowany w modnym w pierwszej połowie XIX wieku stylu włoskim, będącym eklektyczną syntezą historycznych stylów z Półwyspu Apenińskiego. Zbudowany został na wzniesieniu. W jego skład wszedł dwupiętrowy budynek główny z czterema narożnymi wieżami oraz dodatkowe skrzydła zamykające dziedziniec. Od wschodu wzniesiono ośmioboczną oranżerię połączoną z pałacem galeryjką, a przed główną fasadą – południową – obszerny taras widokowy. We wnętrzach cenny był zwłaszcza gabinet umeblowany meblami gdańskimi połączony schodami wykonanymi w tym samym stylu z częścią mieszkalną (obecnie schody te znajdują się w budynku Collegium Maius UJ (Stuba Communis) w Krakowie). Piękna była również sala balowa, w której do dziś zachowała się cenna dekoracja stiukowa. Pałac posiadał 228 pomieszczeń (charakter mieszkalny miało ok. 100 sal na piętrach). W wielu z nich Potoccy zgromadzili wartościowe zbiory malarstwa, rzeźby (dla posągu Merkurego Thorvaldsena zbudowano specjalny, połączony z pałacem ośmioboczny pawilon), rzemiosła artystycznego (np. kolekcja pasów kontuszowych) i pamiątek historycznych. Pierwsze i drugie piętro stanowiło część mieszkalną rezydencji, natomiast na parterze znajdowały się mające charakter muzealno-reprezentacyjny sale francuskie, pawilon-oranżeria, biblioteka i wspomniany już pokój gdański. 
W latach 1872–1873 Juliusz Kossak namalował obraz Powrót ze spaceru konnego w Krzeszowicach, a w 1877 Przed pałacem w Krzeszowicach, na których uwidocznił wejście od strony tarasu widokowego.
Ciągłe przeróbki rezydencji trwały aż do 1870 (według projektu Friedricha Augusta Stülera i Parysa Filippiego). W 1871 zmieniono fasadę główną, a po 1893 przedłużono skrzydło zachodnie według projektu Zygmunta Hendla. Na przeł. XIX i XX w. dobudowano jeszcze skrzydło gospodarcze, tworząc dziedziniec gospodarczy. 
Potoccy przeprowadzili się tutaj w 1862 i w ich posiadaniu pałac znajdował się aż do II wojny światowej – tu znajdowało się centrum rodowe tzw. ‘krzeszowickiej’ linii Potockich. 1 kwietnia 1865 roku zmarł tutaj hr. Roman Załuski, dyplomata, urzędnik, działacz emigracyjny. 
W kwietniu 1940 pałac stał się letnią rezydencją generalnego gubernatora Hansa Franka i w związku z tym nNa jego polecenie do 1 września 1940 roku dokonano przebudowy pałacu, dodając m.in. środkową klatkę schodową. Projekt przebudowy sporządził Herbert Pohl, a wnętrza urządzili architekci Franz Koettgen i Edgar Horstmann. Krzeszowickie zbiory znacznie ucierpiały podczas okupacji niemieckiej podczas II wojny światowej. Tuż po zakończeniu II wojny światowej Potoccy podjęli nieudaną próbę wywiezienia ocalałej części ruchomego majątku za granicę. Sprawie tej ówczesne władze nadały duży rozgłos propagandowy.
Majątek wraz z pałacem został znacjonalizowany przez władze komunistyczne w czasie reformy rolnej. W pałacu siedzibę miał ośrodek szkolno-wychowawczy, a następnie dom opieki dla dzieci i młodzieży, w którym wychowywali się m.in. Sława Przybylska, Stefan Bratkowski, jego brat Andrzej Bratkowski i Jan Zaleski. Wówczas rozpoczął się proces jego destrukcji. W latach 70. i 80. XX w. planowano utworzenie tutaj centrum rehabilitacyjnego, lecz zamierzenia tego nie zrealizowano – pałac stopniowo niszczał, cierpiąc szczególnie wskutek braku ogrzewania i wilgoci. Obecnie pałac jest praktycznie nieużywany.
Pałac jest otoczony przez park założony przez Adama Potockiego w 1849. Zajmuje teren 12 hektarów, i mimo iż jest zaniedbany od II wojny światowej, wciąż stanowi atrakcję Krzeszowic.
W 2006 kręcono tu zdjęcia do spektaklu Zwierzoczłekoupiór, a w 2007 do filmu Deklaracja nieśmiertelności.
W 2001 rodzina Potockich podjęła starania o zwrot nieruchomości, argumentując, że majątek nie powinien podlegać reformie rolnej, gdyż w pałacu nie prowadzono działalności rolniczej. W 2004 ówczesny wojewoda małopolski stwierdził w drodze decyzji administracyjnej, że majątek jednak jej podlegał. Od tego rozstrzygnięcia rodzina Potockich odwołała się do ministra rolnictwa. Ten uchylił skarżoną decyzję i przekazał sprawę wojewodzie do ponownego rozpatrzenia. W 2008 wojewoda małopolski Jerzy Miller orzekł, że majątek Potockich nie powinien podlegać dekretowi, a zatem powinien zostać zwrócony; jego decyzję podtrzymał minister rolnictwa. Decyzja ta została zaskarżona do Naczelnego Sądu Administracyjnego, który w 2013 roku potwierdził roszczenia spadkobierców.

Budynek w 1956 r. aktem Kl.V-111/9/56 został wpisany do rejestru zabytków nieruchomych.

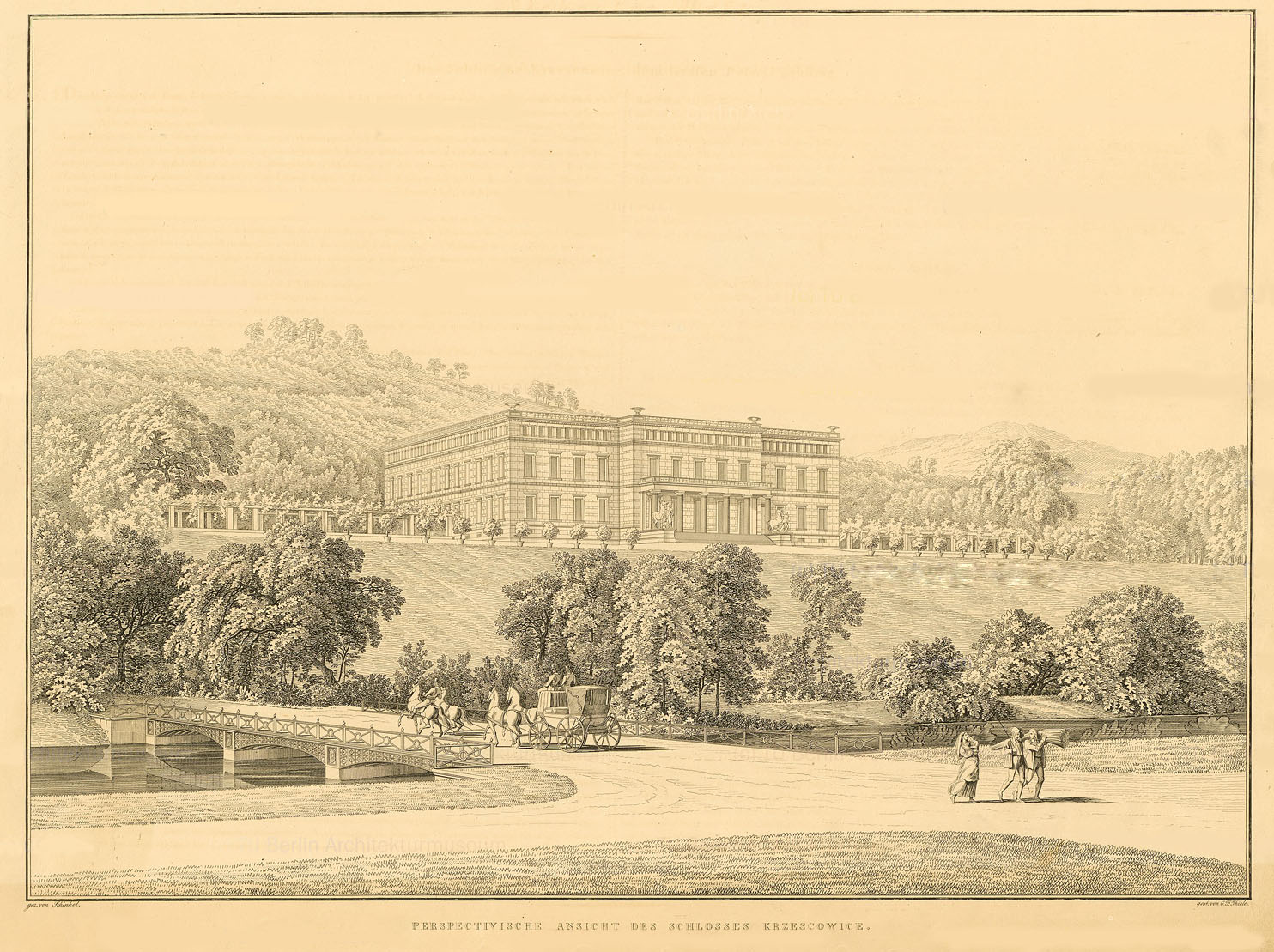
Widok na wyobrażony pałac w Krzeszowicach, projekt Karla Schinkla z 1823, litografia z „Sammlung Architektonischer Entwürfe”, Berlin 1858
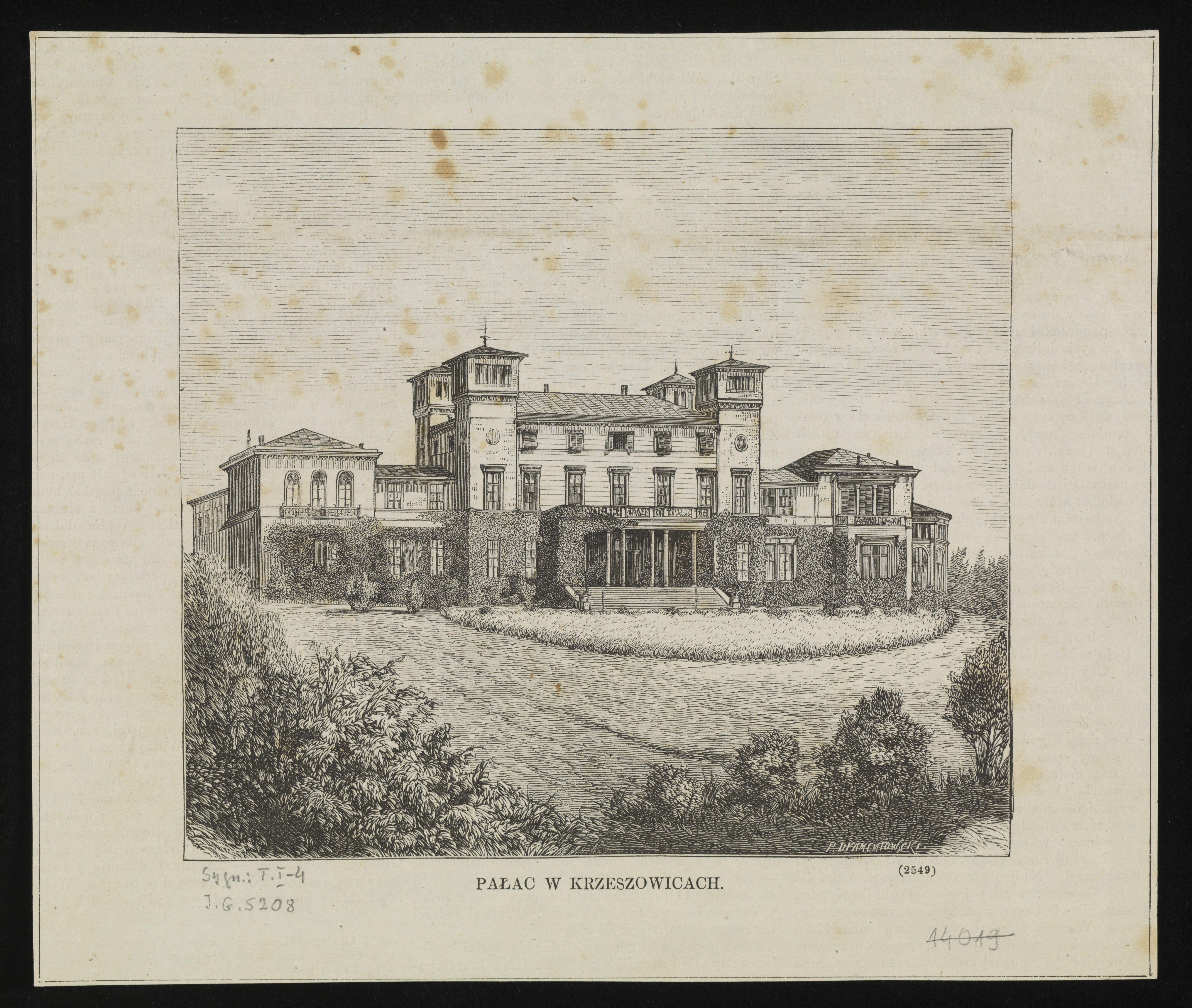
Widok pałacu z ok. 1871 roku
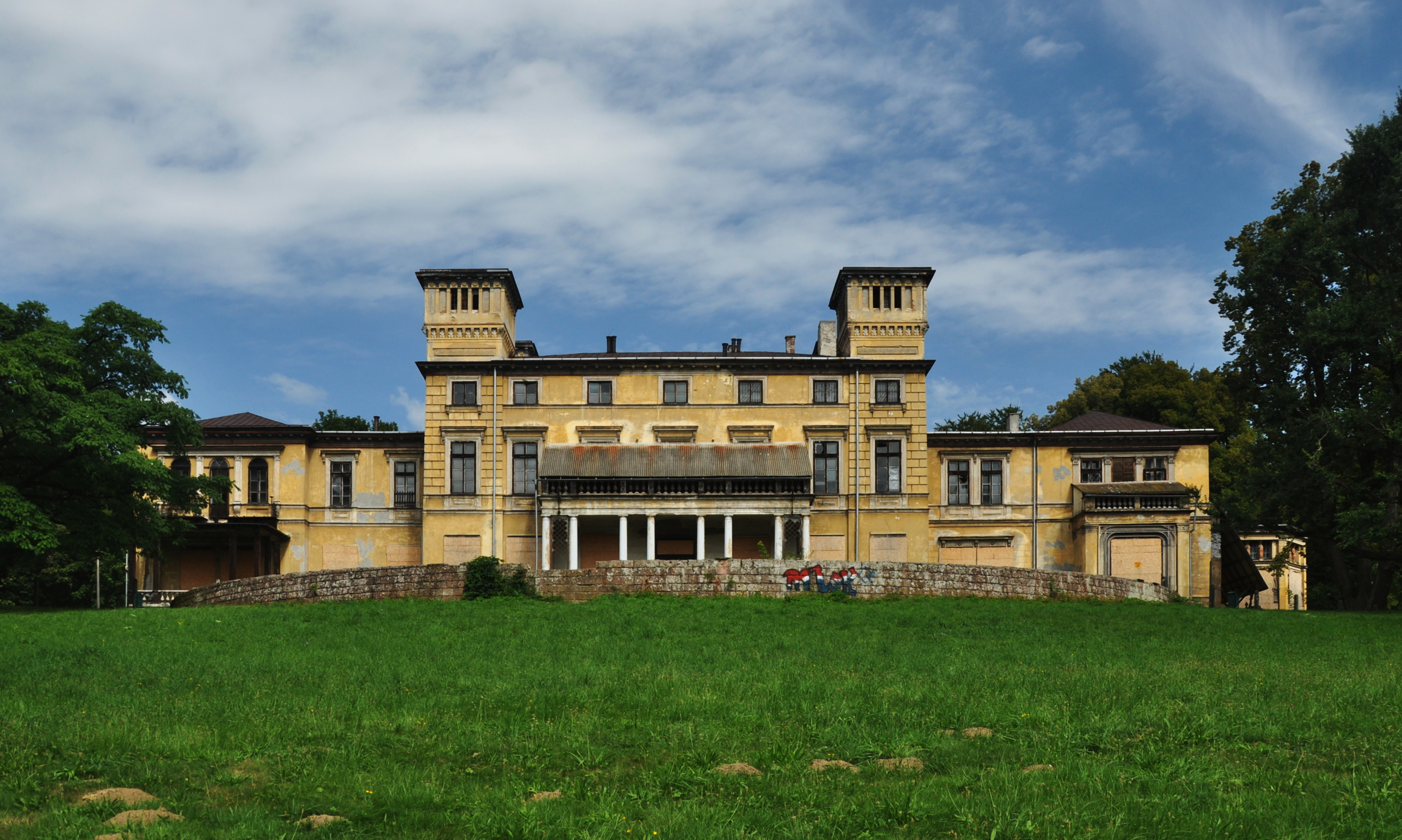
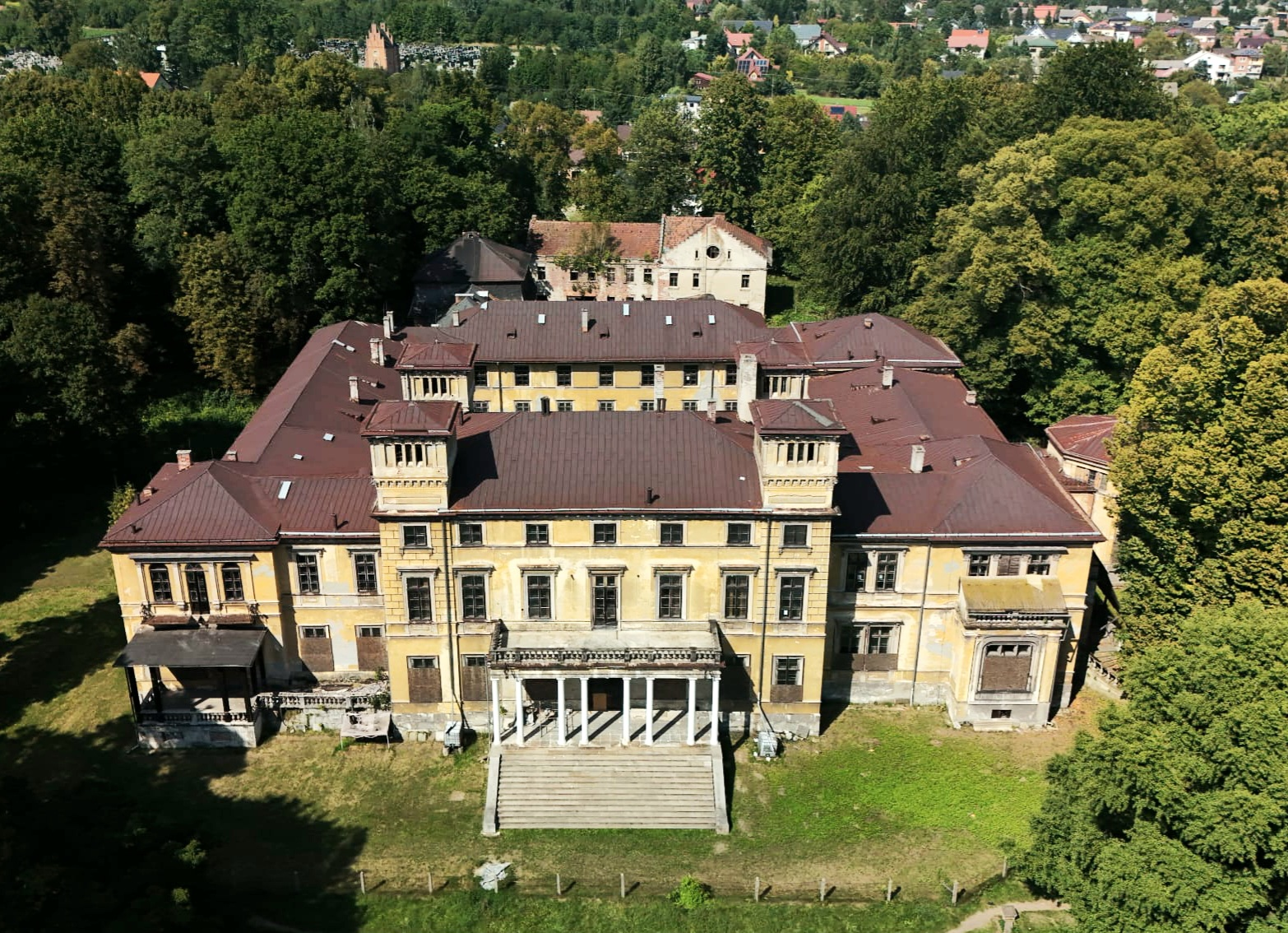
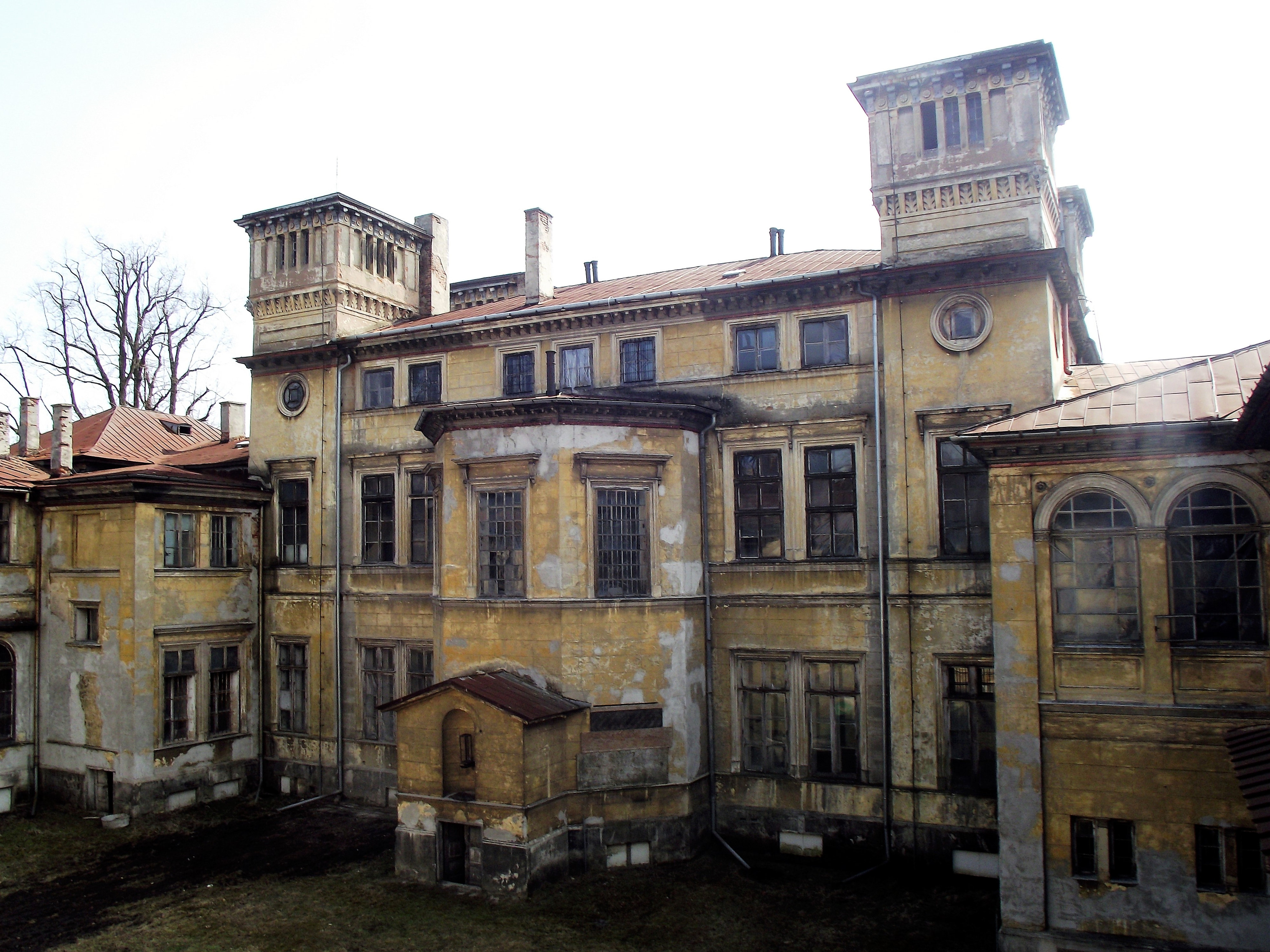
Tylna elewacja
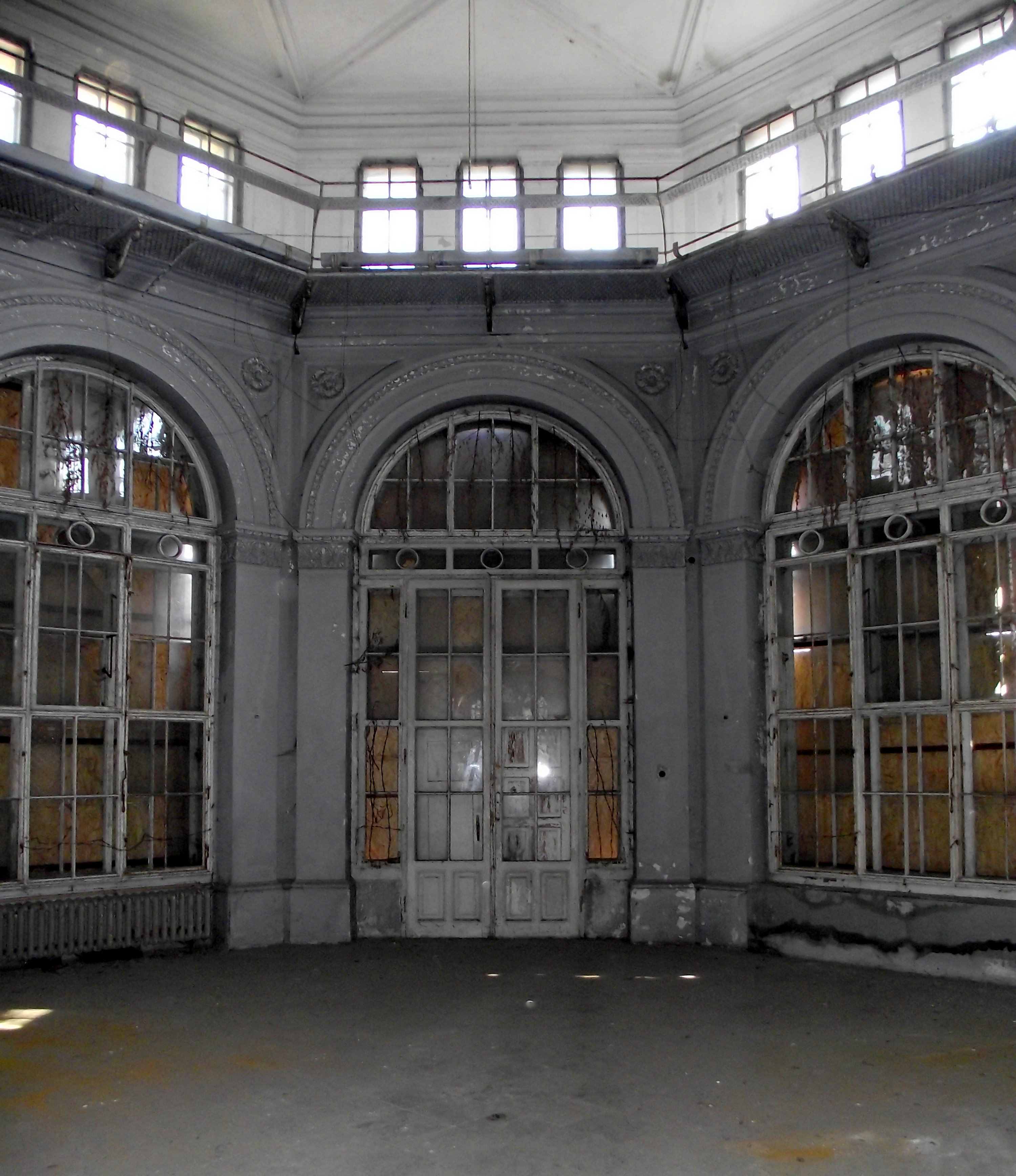
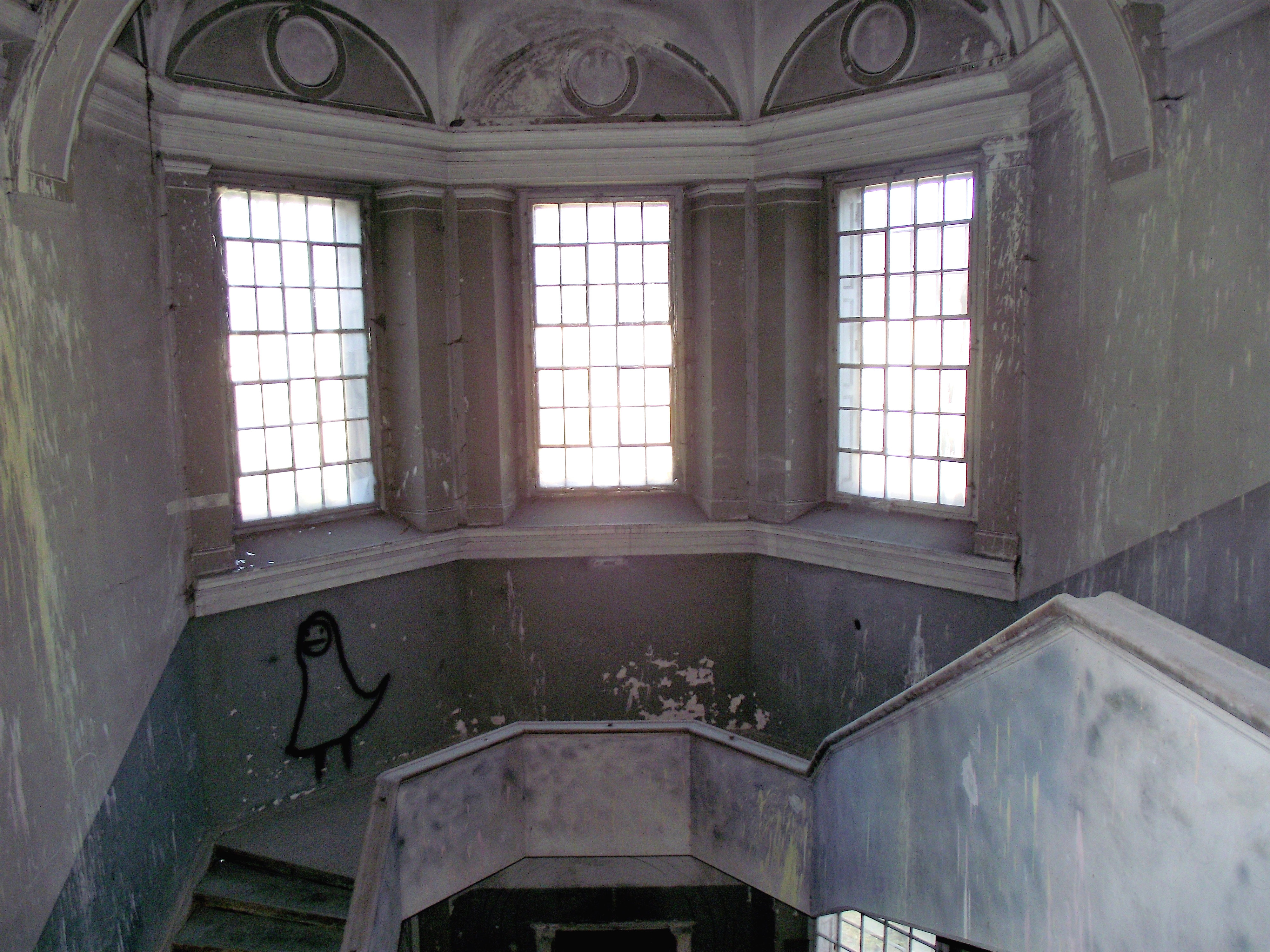
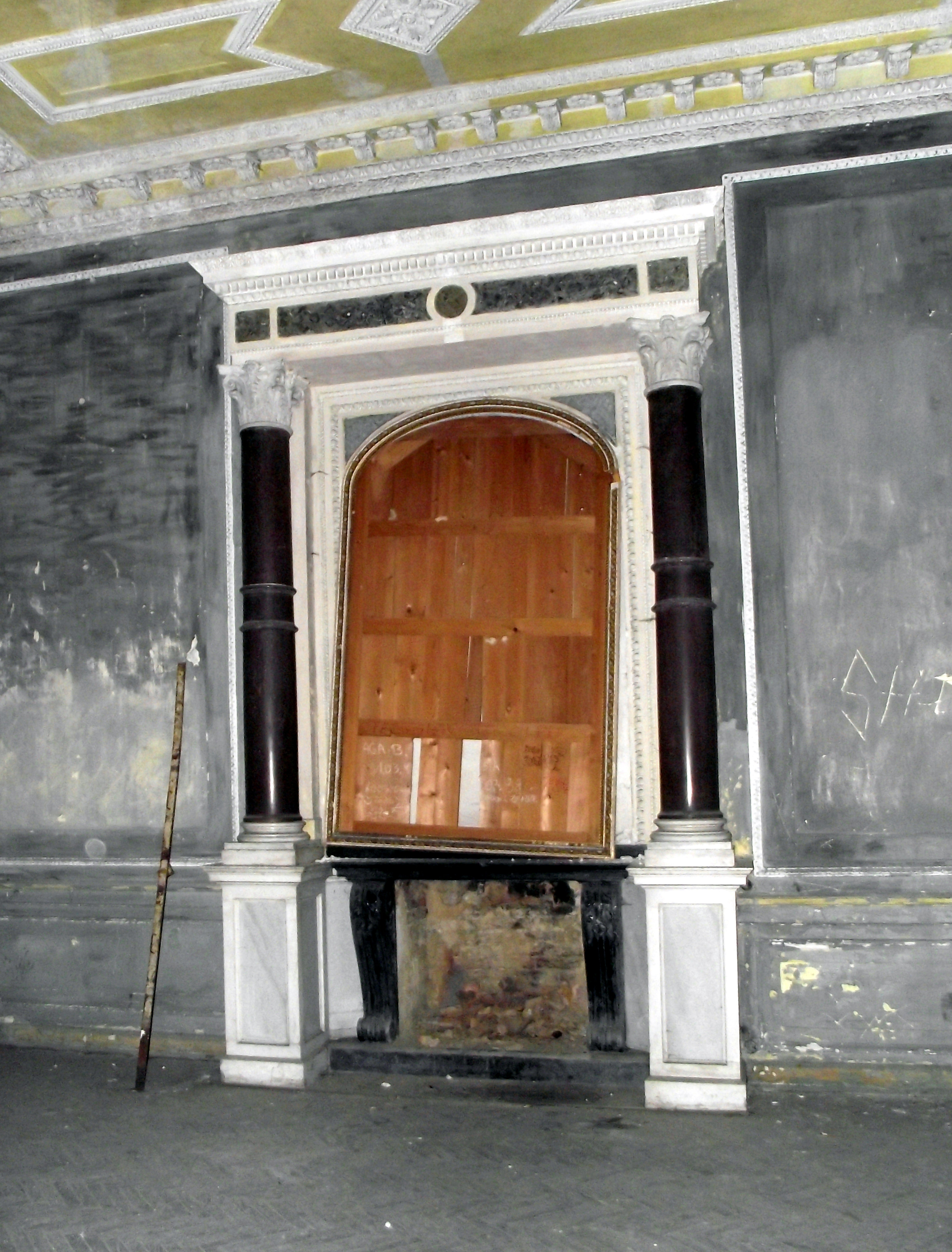
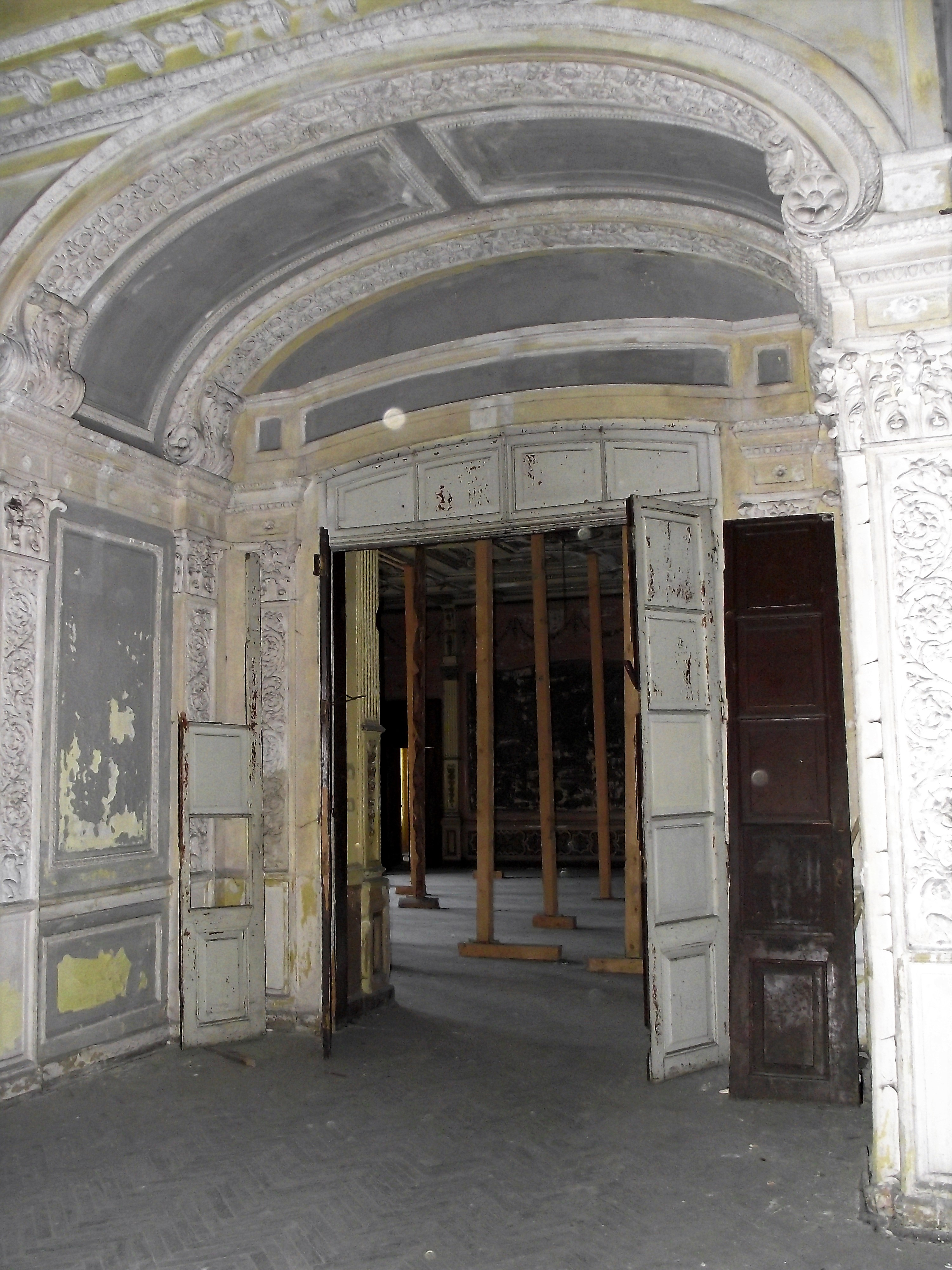